# Sven
Sven (Sven Scandinavia Ltd) — российская компания - производитель акустических систем и компьютерной периферии.

## История

Исторический логотип SVEN

Компания была основана выпускниками факультета автоматики и вычислительной техники Московского энергетического института в октябре 1991 года. Происхождение торговой марки Sven связано с находящимся в российском городе Брянске Свенским Свято-Успенским монастырём, стоящем на реке Свень. В рамках конверсии на Брянском оборонном заводе была организована сборка удлинителей под маркой Sven, заказ на которые разместила «Свенская ярмарка». Основная продукция —  акустика (до 70 %), также выпускаются наушники и гарнитуры, клавиатуры и мыши, веб-камеры, игровые манипуляторы, силовые устройства (ИБП, стабилизаторы напряжения, АКБ).

## Производство
Производственные мощности компании сосредоточены на Тайване и в КНР. Продукция позиционируется в низшем ценовом сегменте, с соответствующим аскетизмом в реализации (дешёвые материалы, отсутствие дополнительных функций), при соблюдении приемлемого уровня качества основной функции. Представители Sven заявляют о наличии собственных инженерных и исследовательских подразделений, однако данное утверждение было поставлено под сомнение редакцией журнала IT Expert, которая также отметила, ссылаясь на Google Patents, что у Sven отсутствуют какие-либо международные патенты на разработки в области акустики.

## Награды
По итогам портала iXBT.com, в рамках голосования «Бренд года», компания Sven на протяжении 17 лет (с 2002 по 2018 года) занимает 1 место в номинации «Компьютерная и портативная акустика». В 2007 году одна из моделей стала «выбором редакции» журнала Компьютерра.